# Baie de Tennyson
La baie de Tennyson, en anglais Tennyson Inlet, est une ria des Marlborough Sounds, en Nouvelle-Zélande. Elle constitue est un bras de mer annexe de la baie de Pelorus, principale vallée immergée de la région.

## Topographie et toponymie
La baie de Tennyson est un bras de mer connexe de celle de Pelorus, à laquelle elle est liée par le Tāwhitinui Reach. Tournée vers le nord, elle mesure une douzaine de kilomètres de longueur,.
La baie a été nommée en hommage à Alfred Tennyson.

Différentes vues de la baie de Tennyson
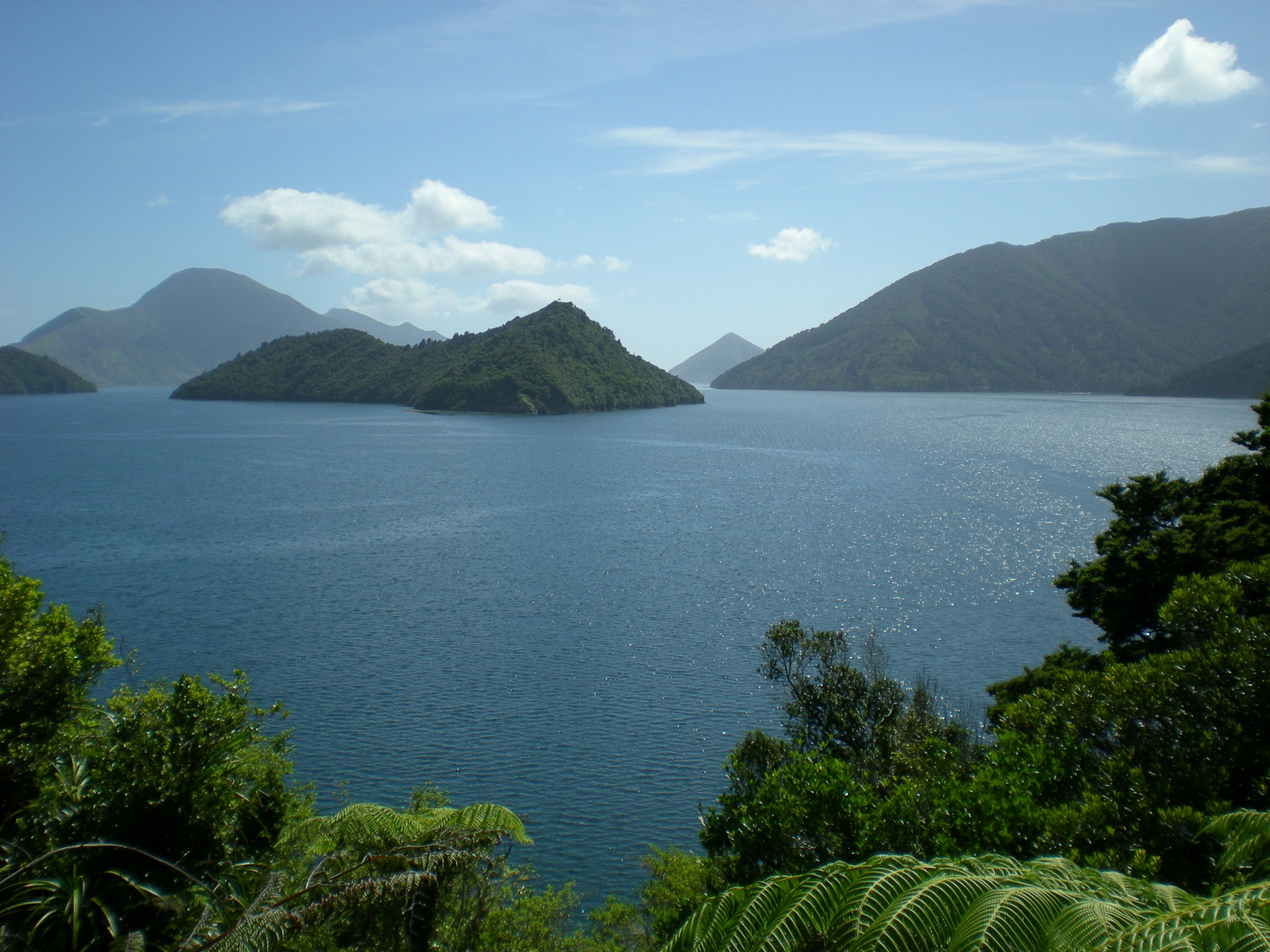
L'île Tarakaipa, située au milieu de la baie de Tennyson.
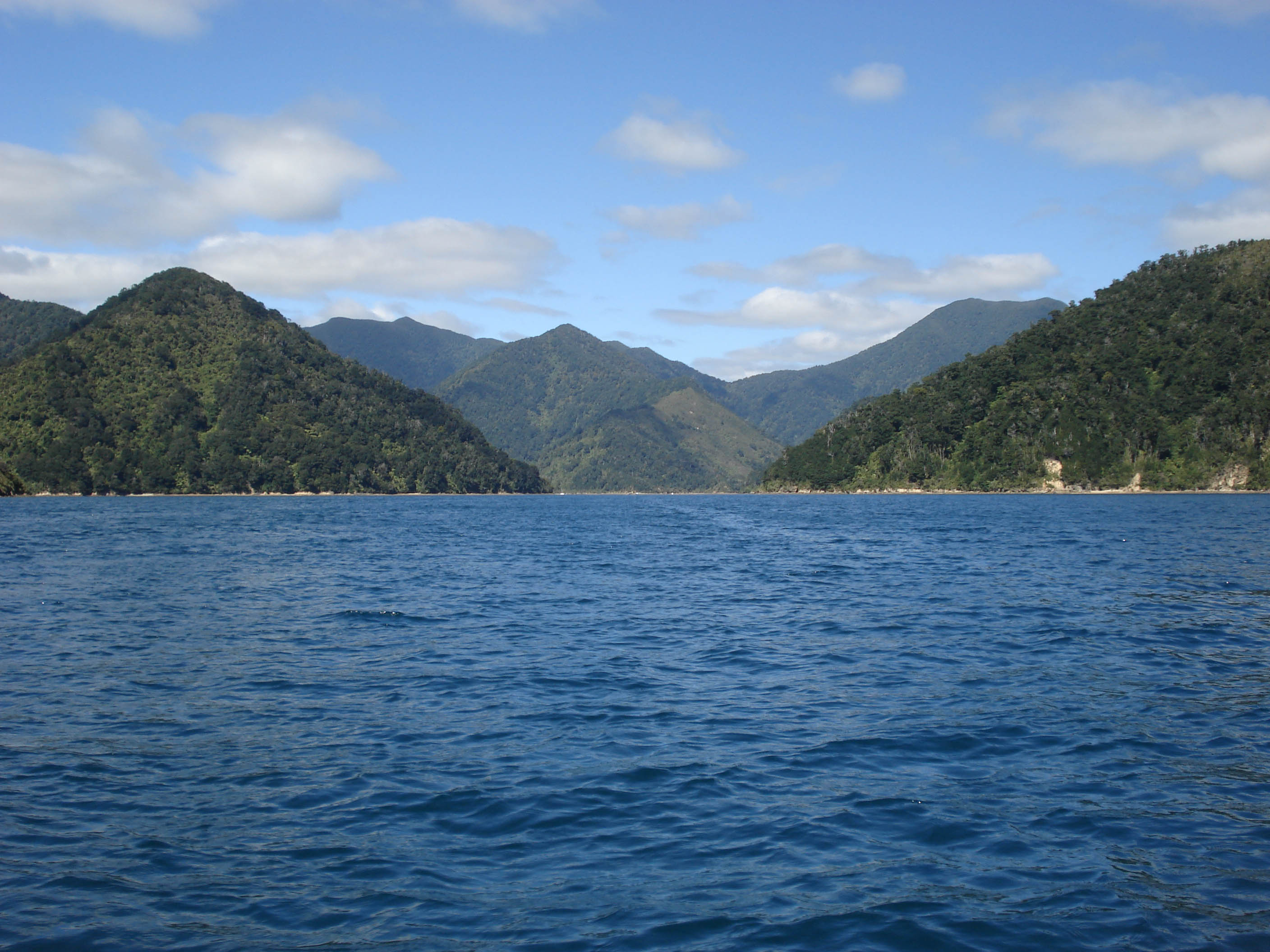
Le fond de la baie de Tennyson vu depuis un bateau.
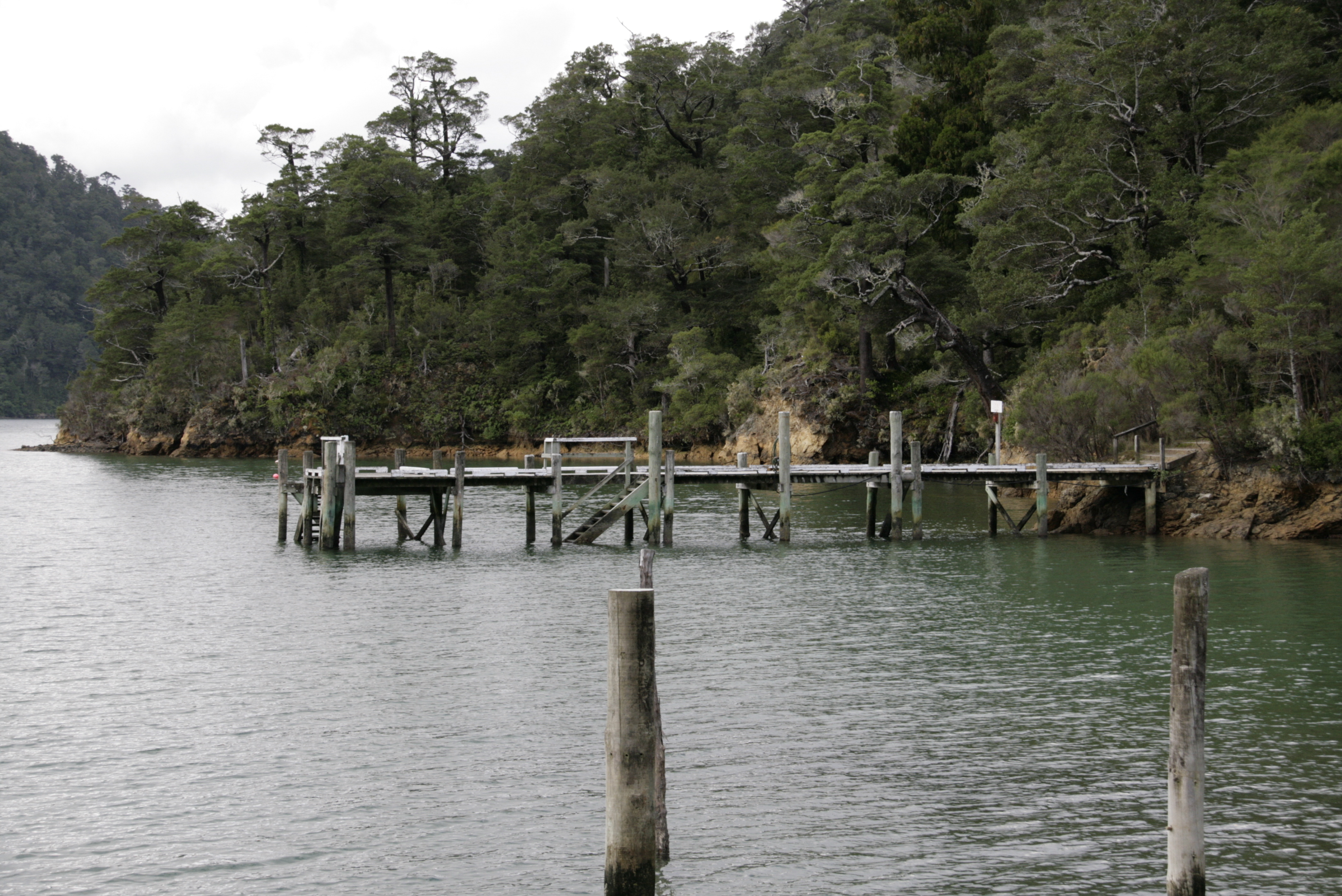
L'embarcadère de la baie de Duncan, à l'extrémité méridionale de la baie de Tennyson.

## Faune et flore
La forêt est constituée en majorité d'essences locales, hêtre nothofagus et podocarpes.
Les pentes littorales et forestières de la baie de Tennyson sont peuplées notamment de grands mammifères tels que cervidés, caprinae et suidae.

## Histoire et activités humaines
La première exploration de la baie de Tennyson par des Européens date de 1838, et est effectuée par le lieutenant Chetwode à bord du HMS Pelorus. Pendant quelques années, Alexander Duncan exploite le bois, cette activité générant 80 emplois à son maximum. Mais les fortes pentes locales et l'isolement du site, qualifié de « World's End » — fin du monde — font rapidement  préférer une autre implantation.
À partir des années 1950, la famille Archer développe le fond de la baie dans un but d'accueil touristique, avec l'équipement de 80 parcelles de résidences ainsi que la construction d'une route d'accès, qui n'est terminée que le 7 décembre 1962. Cette route, qui débouche sur la vallée de l'Opouri à cent mètres d'altitude environ, doit franchir le col d'Opouri Saddle à 520 mètres avant de redescendre au niveau de la mer. À ses débuts, la route est payante pour compenser le coût de construction,.
La population est extrêmement réduite, avec seulement dix-huit résidents permanents en 2019. En revanche, la zone comprend un certain nombre de résidences secondaires situées plus particulièrement dans les baies de Duncan, Penzance et Tuna. L'électricité n'arrive dans la zone qu'en 1973. En juin 2020, l'accès à Internet à haut débit n'est pas possible pour les résidents de Tennyson Inlet, qui réclament des solutions techniques au gouvernement.